# Дамрау, Диана
Диана Дамрау (нем. Diana Damrau; род. 31 мая 1971, Гюнцбург, Бавария) — немецкая оперная и камерная певица (колоратурное сопрано).

## Биография
Училась оперному искусству в Вюрцбурге и Зальцбурге. Дебютировала на оперной сцене в Вюрцбурге, в Национальном театре Маннгейма и Франкфуртской опере. Затем выступала в Венской государственной опере, Метрополитен-опере, Ковент-Гардене, Баварской государственной опере, на Зальцбургском фестивале. Концертировала во многих странах мира.
Диана Дамрау живет в Женеве, в 2010 году она вышла замуж за французского баса-баритона Николя Тесте (Nicolas Teste), в конце этого же года Диана родила сына Александра. После рождения ребёнка певица вернулась на сцену и продолжает активную карьеру.

## Репертуар
- Моцарт «Волшебная флейта» (Царица ночи, Памина), «Похищение из сераля» (Констанца), «Свадьба Фигаро» (Сюзанна), «Асканио в Альбе» (Фавн), «Заида» (заглавная партия)
- Сальери «Признанная Европа» (Европа)
- Бетховен «Фиделио» (Марселина)
- Доницетти «Дон Паскуале» (Норина), «Любовный напиток» (Адина), «Лючия ди Ламмермур» (заглавная партия), «Дочь полка» (Мари), «Линда ди Шамуни» (заглавная партия)
- Беллини «Пуритане» (Эльвира)
- Карл Мария фон Вебер «Волшебный стрелок» (Аннхен)
- Россини «Севильский цирюльник» (Розина), «Граф Ори» (Адель)
- Лорцинг «Царь и плотник» (Мария)
- Верди «Риголетто» (Джильда), «Травиата» (Виолетта), «Бал-маскарад» (Оскар)
- Иоганн Штраус «Летучая мышь» (Адель)
- Легар «Весёлая вдова» (Валансьенна)
- Оффенбах «Сказки Гофмана» (Олимпия)
- Энгельберт Хумпердинк «Гензель и Гретель» (Гретель)
- Рихард Штраус «Ариадна на Наксосе» (Цербинетта), «Кавалер розы» (Софи), «Арабелла» (Зденка), «Елена Египетская» (Аитра), «Молчаливая женщина» (Аминта)
- Фредерик Лоу «Моя прекрасная леди» (Элиза)
- Фридрих Церха «Великан из Штайнфельда» (Маленькая женщина)
- Лорин Маазель «1984» (Тренер по гимнастике, Подвыпившая женщина)

Исполняет также оратории и песни Баха, Генделя, Моцарта, Винченцо Ригини, Бетховена, Роберта и Клары Шуман, Мейербера, Брамса, Форе, Малера, Рихарда Штрауса, Цемлинского, Дебюсси, Орфа, Барбера.

## Творческое содружество
Работала с такими дирижёрами, как Колин Дэвис, Кристоф фон Донаньи, Джеймс Ливайн, Лорин Маазель, Пьер Булез, Николаус Арнонкур, Рикардо Мути, Леонард Слаткин, Адам Фишер, Айвор Болтон, Хесус Лопес-Кобос, Жереми Рорер, Янник Незе-Сеген.

## Признание
Молодая певица года, по версии журнала «Opernwelt» (1999). Звезда года, по версии популярной мюнхенской газеты «Abendzeitung» (2004). Роза года, по оценке мюнхенской газеты «Tageszeitung» (2005). Каммерзенгерин Баварии (2007). Певица года, по версии журнала «Opernwelt» (2008). Премия Немецкой критики грамзаписей (2008). Баварский орден Максимилиана «За достижения в науке и искусстве» (2010). Лауреат премии International Opera Awards 2014 года.